# Betty cea urâtă
Betty cea urâtă (în spaniolă Yo soy Betty, la fea) este o telenovela columbiană produsă și difuzată de RCN Televisión în anul 1999.

## Distribuție
- Ana María Orozco - Beatriz „Betty” Aurora Pinzón Solano
- Jorge Enrique Abello - Armando Mendoza Sáenz
- Natalia Ramírez - Marcela Valencia
- Lorna Cepeda - Patricia Fernández
- Luis Mesa - Daniel Valencia
- Julián Arango - Hugo Lombardi